# 沪昆铁路
沪昆铁路，又称沪昆线，是中国一条连接上海市及云南省昆明市的东西向铁路干线，全线为双线电气化铁路，全长2690公里。2006年由原沪杭线、浙赣线、湘黔线、贵昆线四条线路合并而成。沪昆线在2006年合并后全线仅六盘水至沾益段为单线段，这一路段在2012年底新建复线。
沪昆线原起点为上海站，后因沪宁城际线的建设占用了上海站-上海西站区间的京沪线位，导致京沪线南移占用沪昆线此区间线位，故沪昆线现在起点为上海西站，但沪昆线全线里程并未改动，上海西站位于沪昆线5km位置；并且可经全长10公里的上海南线连接到上海南站。其中上海和浙江境内为上海局集团管辖，江西境内为南昌局集团管辖，湖南境内由广州局集团运营，贵州境内由成都局集团管辖，云南境内由昆明局集团管辖。

## 历史

### 合并既有路线

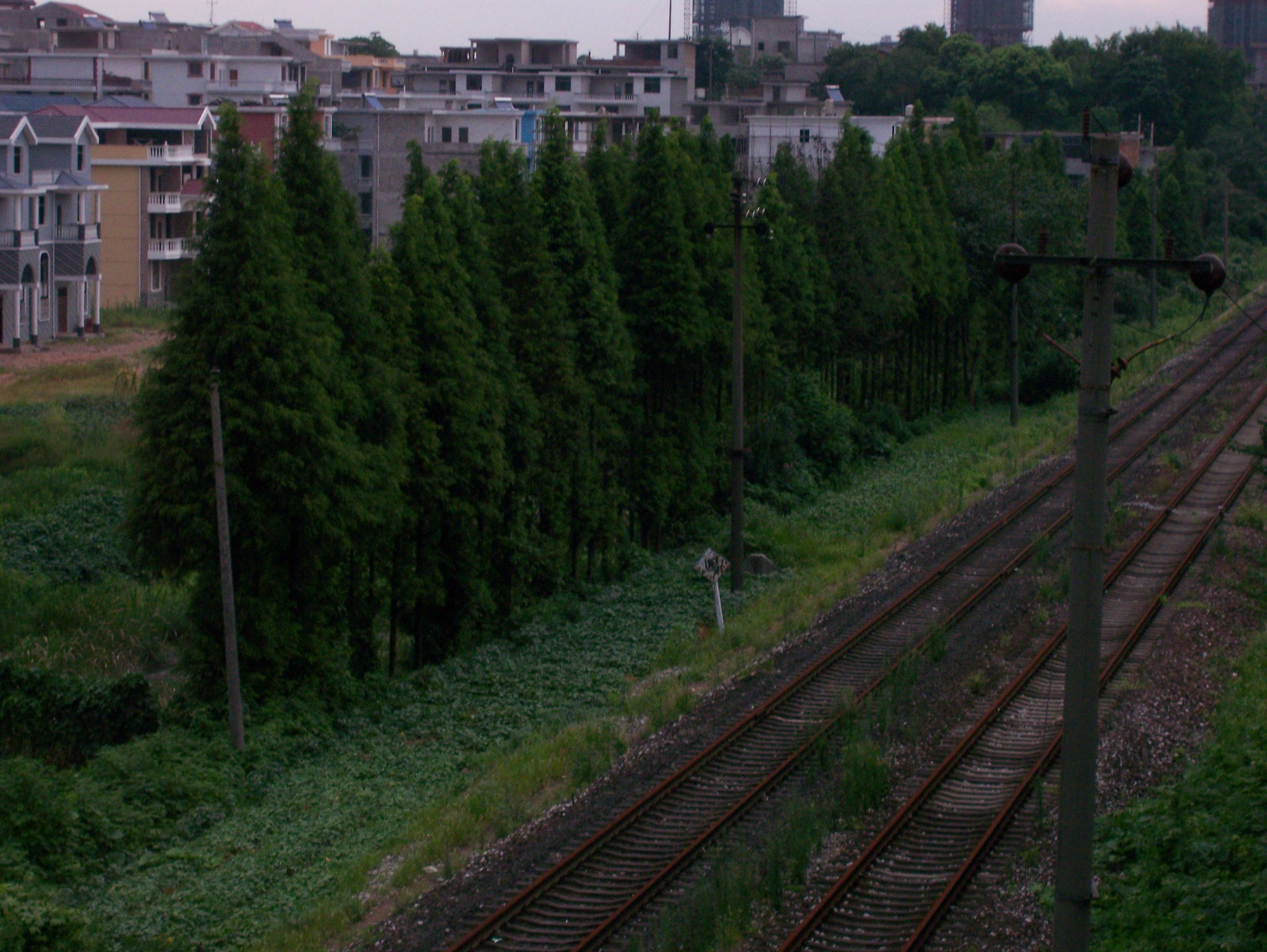
沪昆电气化铁路通车后，上饶境内未拆除的原浙赣铁路路轨

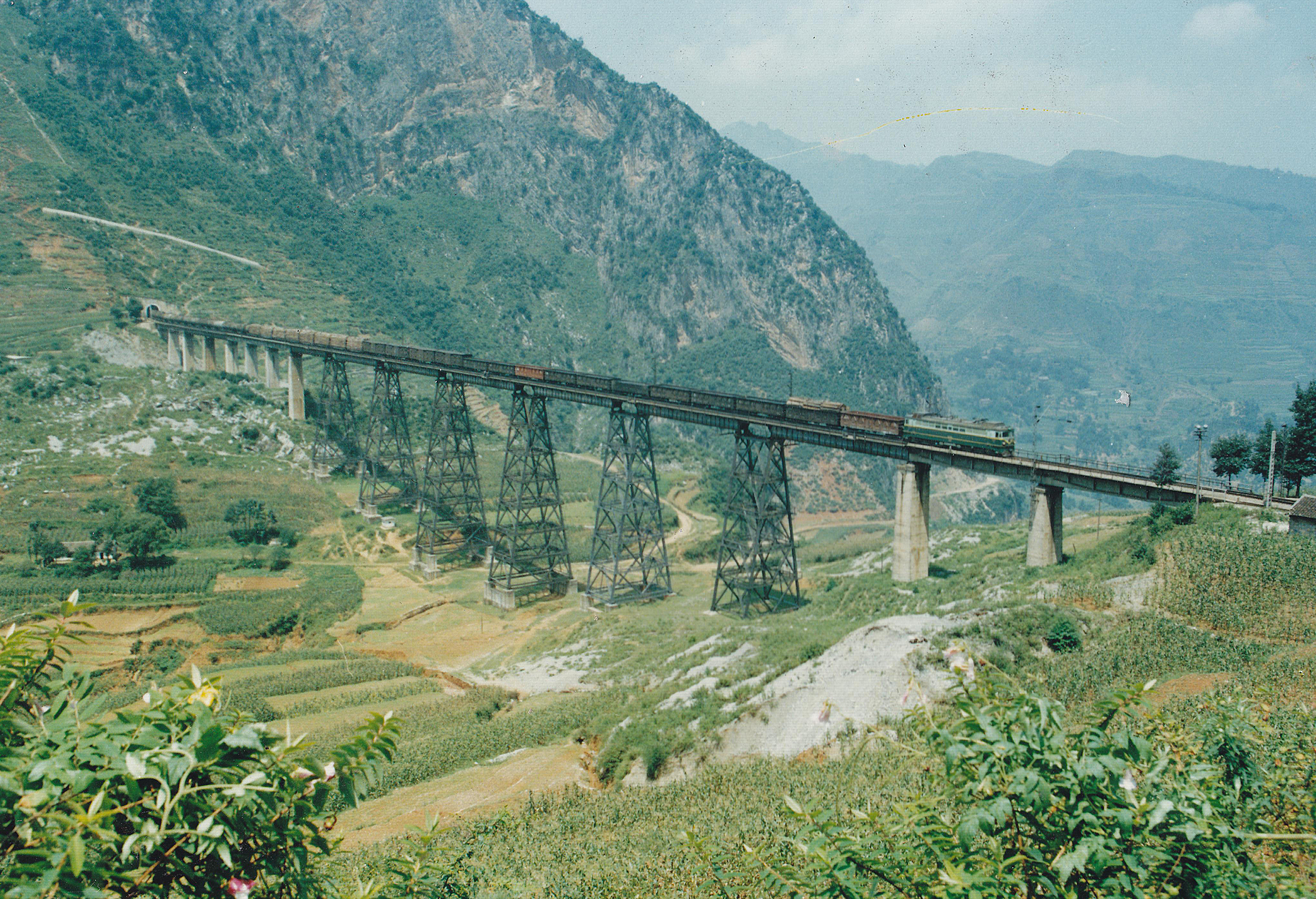
原贵昆铁路可渡河大桥

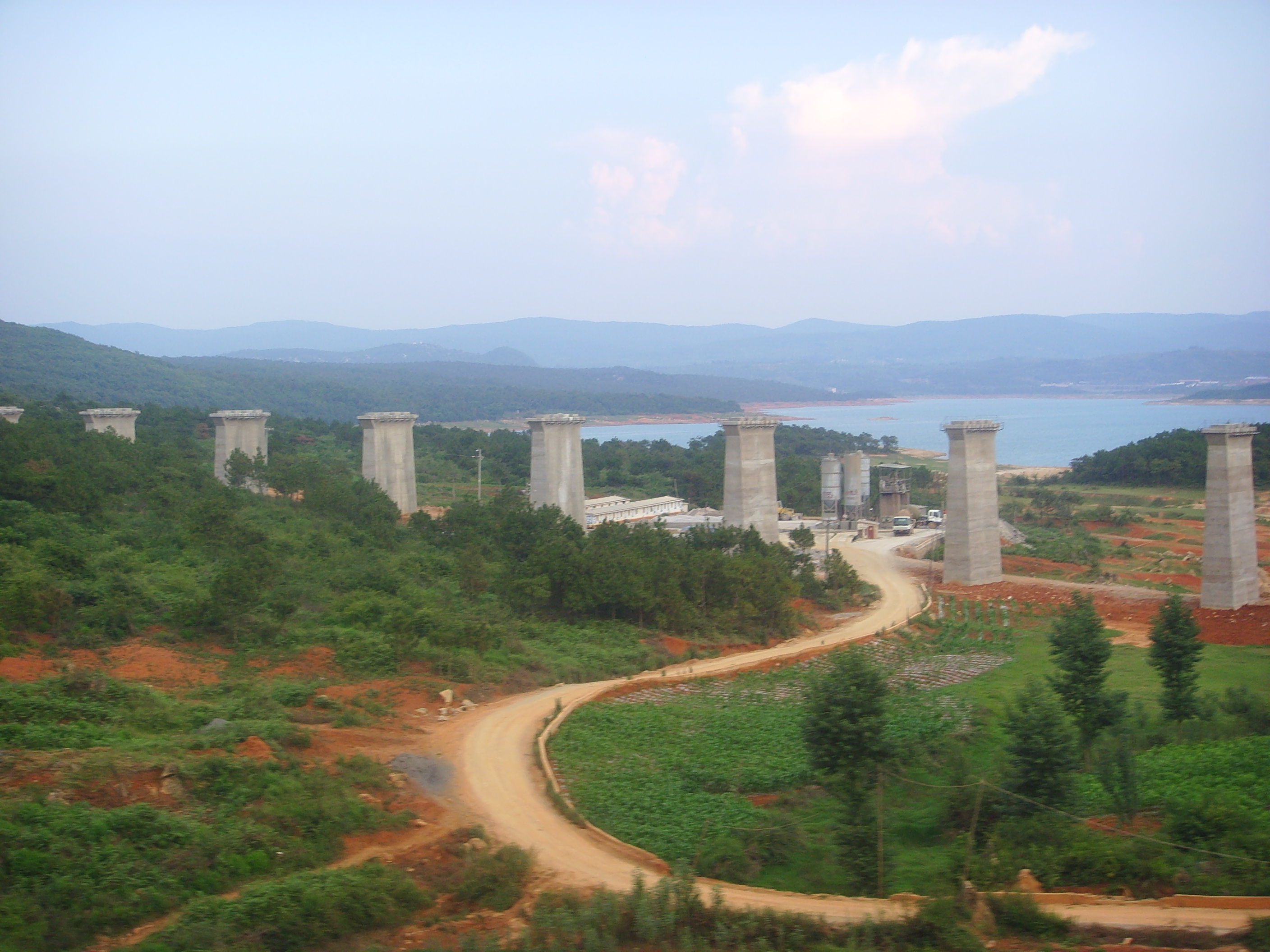
建设中的六沾复线（2009年）

沪昆铁路是由原沪杭铁路、浙赣铁路、湘黔铁路、贵昆铁路四条线路合并而成。
沪杭铁路在1906年起正式分段动工，杭州至枫泾段率先在1906年9月动工，1909年4月通车；上海至枫泾段于1907年2月开工，1909年3月通车。同年6月两段线路在枫泾接轨，沪杭铁路宣告全线建成通车。1909年築成。
1905年株洲到萍乡的株萍铁路建成，1934年1月建成由杭州经浙赣两省省界江山縣至江西省玉山站的杭江铁路。1937年9月，玉萍鐵路与株萍铁路接轨，至此上述三段铁路合并成浙赣铁路，当时全长1008公里(包括支线)。浙赣铁路复线改造于1995年12月25日全线改造完成。1997年12月8日，浙赣线自动闭塞系统全线开通。。至2006年9月15日，浙赣线电气化工程完工并开通运营。
湘黔铁路于1972年10月建成通车，并于1999年1月19日实现全线电气化。

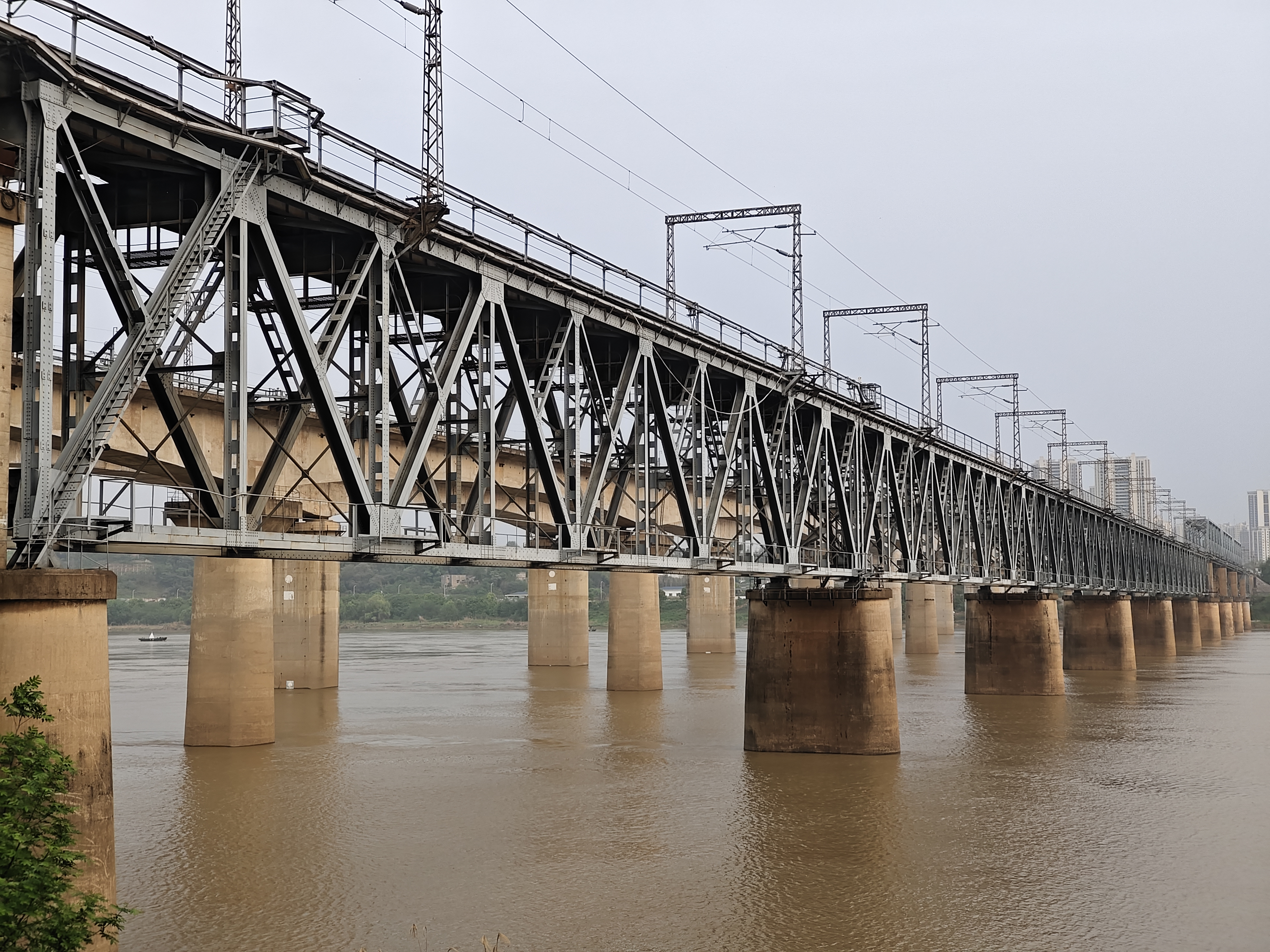
湘黔铁路湘江大桥（下行）。该桥于1954年建成通车

贵昆铁路于1966年3月建成，1985年12月17日贵阳至六盘水段电气化，贵阳至六盘水1998年6月26日复线开建，2001年11月11日全线贯通。
1989年12月29日六盘水至宣威段电气化。2005年7月29日，沾益至贵州六盘水增建二线可行性研究通过国家评审。2006年11月27日复线开建。2012年12月6日沾六段复线全线开通。开通后撤销10个火车站。贵昆线沾益至昆明段既有线运营长166.62千米。原为米轨，1958年9月准轨改建，1959年7月1日全线通车。1970年后改为内燃机车牵引。1988年电气化改造，1990年全线电气化开通。2004年4月15日开工复线建设，建设工期两年半。2007年4月23日昆沾段复线改造完成并通车。
為配合鐵道部在2007年的中國鐵路第六次大提速实施后在全国主要鐵路幹線開行速度超过200km/h的高速列車，原沪杭铁路、浙赣铁路、湘黔铁路、贵昆铁路四条铁路在浙赣段的向塘直通线（潭岗—梁家渡联络线特大桥）建成之后，从2006年12月31日18时起合并为沪昆线，起点上海站，终点昆明站，全长2690千米。

### 开行动车组列车

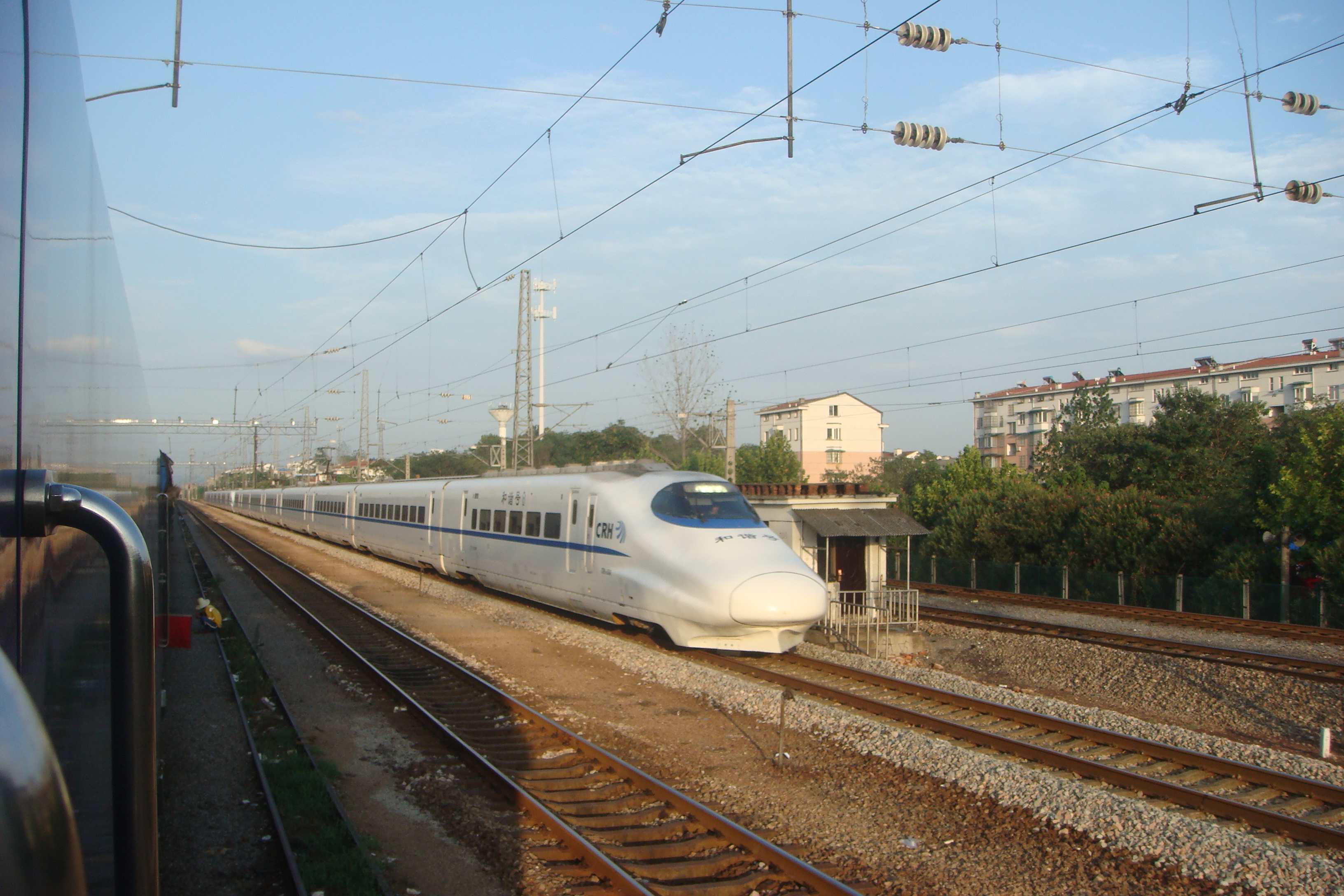
D91次列车通过下行场，2013年8月

2007年4月2日开始，铁道部开始按照第六次提速所使用的新运行图，组织时速200公里及以上动车组在沪昆线上进行模拟运行检查，为提速做好准备。4月18日，沪昆线开行上海南-南昌D92/93次、杭州-南昌D96/95次、上海南-长沙D109/12、D107/6次、南昌-长沙D205/208、D207/206次共计四对动车组。动车开行后，为方便沿线居民，6月7日开始又增加停站，但总运行时间不变。7月1日开始，上海铁路局又在东沪昆开行的管内动车组列车如上海南至金华西的D665/678次等2009年4月1日，管内开行的动车组列车车次由原先的D6xxx变为D5xxx以避免和新开行的动车组列车车次产生冲突。
2010年10月26日，沪杭高铁开通，原先在沪昆线沪杭段开行的动车组列车改经沪杭高速铁路运行，原先各种车型混跑导致运力紧张的沪昆铁路沪杭段的压力得以释放；同时也为浙赣段的动车组列车增开创造了有利条件：原先上海南始发的动车组改由上海虹桥始发终到，同时开行南昌-上海虹桥D94/D91次、D97/D98次2对、上海虹桥-义乌D5653/5654次1对、上海虹桥-金华西D5661/D5662次1对、上海虹桥-江山-杭州D5681/D5692次各0.5对，同时原有开行的部分动车组的车次和运行区间进行了调整。在日后多次调图中，均会增开沪昆线上的动车组列车，同时部分车次和运行区间也会轻微地调整；在春运期间，还会加开临时动车组列车。
2014年9月16日杭长高铁南昌西至长沙南区间开通，南昌-长沙D205/208、D207/206次因区间重复而停运；12月10日杭长高铁全线通车，原先在沪昆铁路上开行的12对正班动车组列车全部停运以释放运能，原先的车底移至新开行的动车组列车；而南昌至萍乡间沿沪昆铁路运行的D6397/8次列车在杭长高铁开通后则会在节假日以高峰线的形式开行，但也于2016年1月的调图中取消。

### 线路改造
2023年9月19日22时30分到20日凌晨，沪昆铁路上海七宝—春申段8.5公里线路整体西移约11米，原有线位将被用作沪苏湖铁路引入上海虹桥站。
2024年12月12日至13日，沪昆线拔接至经过上海松江站的新线，老松江站及临近区间废止，客运业务转至上海松江站，货运业务转至异地重建的新石湖荡站。

## 线路数据

### 相交铁路
- 上海：京沪铁路
- 杭州：萧甬铁路，宣杭铁路
- 金华：新金温铁路，金温铁路，金千铁路
- 横峰：峰福铁路
- 鹰潭：鹰厦铁路，皖赣铁路
- 向塘：京九铁路
- 株洲：京广铁路
- 娄底：洛湛铁路
- 怀化：渝怀铁路，焦柳铁路
- 贵阳：黔桂铁路，川黔铁路
- 六盘水：内昆铁路，水柏铁路
- 昆明：成昆铁路，南昆铁路

### 经营管辖
- 上海局集团：上海 - 新塘边
- 南昌局集团：湖沿 - 灯芯桥
- 广州局集团：醴陵 - 新晃
- 成都局集团：大龙 - 徐屯
- 昆明局集团：凤凰山 - 昆明

## 事故
- 2010年5月23日凌晨，由于连日降雨导致山体滑坡，由上海南开往桂林的K859次旅客列车在沪昆铁路江西省余江县与东乡县之间发生脱线事故。事故造成19死71伤。